# Veladero (Haití)
Veladero (en francés: Belladère; y en criollo haitiano: Beladè) es una comuna de Haití, que está situada en el distrito de Las Caobas, del departamento de Centro.

## Historia
Históricamente parte de la colonia española de Santo Domingo, cuando la República Dominicana se independizó de Haití ésta plaza queda bajo control dominicano.
Haití invadió y ocupó ilegalmente el valle de la Miel (donde se ubican Veladero, Rancho Mateo y Cachimán) en 1868, aprovechándose de la guerra civil en la República Dominicana.
En 1887 el presidente dominicano Ulises Heureaux exigió a Haití una indemnización a cambio de ceder formalmente los territorios dominicanos que Haití estaba ocupando al Este de la frontera (del lado legalmente dominicano) establecida por el Tratado de Aranjuez de 1777, lo cual Haití rechazó.
Al año siguiente, Haití se encontraba inmerso en una guerra civil la cual Heureaux aprovechó para devolverle el golpe bajo a Haití, liberando a Rancho Mateo, Veladero y Cachimán de la ocupación haitiana, aunque Haití siguió reclamando la zona como suya.
Tras la ocupación militar estadounidense de Haití y de la República Dominicana en 1915 y 1916, respectivamente, civiles haitianos pueblan la región aprovechando la ausencia de un ejército dominicano. 
En 1936, la República Dominicana bajo el mando de Rafael Leonidas Trujillo le cedió el valle de la Miel (incluida Veladero) a Haití a pesar de cierta oposición interna, tras Haití exigir una revisión fronteriza a su favor, a la cual Trujillo accedió pues consideró que la zona se había haitianizado bastante perdiendo su dominicanidad.

## Evolución política según la legislación de Haití
El gobierno haitiano le concedió estatus de barrio de Las Caobas el 10 de septiembre de 1889, pasó a la condición de comuna el 2 de agosto de 1907 en primera instancia y en segunda y hasta la actualidad, en 1948.
En 2015 la fracción correspondiente al barrio de Baptiste, de la 1ª sección comunal de Renthe Mathe, que hasta ese momento formaba parte de la comuna de Veladero, se desgajó de ésta para formar la nueva comuna de Baptiste.

## Secciones
Está formado por las secciones de:
- Renthe Mathe (que abarca la villa de Belladère)
- Roye-Sec
- Riaribes

## Demografía
| Gráfica de evolución demográfica de Belladère entre 2009 y 2015 |
|                                                                 |

Los datos demográficos contemplados en este gráfico de la comuna de Veladero son estimaciones que se han cogido de 2009 a 2015 de la página del Instituto Haitiano de Estadística e Informática (IHSI).